# Nabunturán
Nabunturan es un municipio y la cabecera de la provincia de Dávao de Oro en Filipinas. Según el censo del 2000, tiene 60,543 habitantes.

## Barangayes
Nabunturan se subdivide administrativamente en 28 barangayes.
| - Anislagan - Antequera - Basak - Cabacungan - Cabidianan - Katipunan - Libasan - Linda - Magading - Magsaysay - Mainit - Manat - Matilo - Mipangi | - New Dauis - New Sibonga - Ogao - Pangutosan - Población - San Isidro - San Roque - San Vicente - Santa María - Santo Niño (Kao) - Sasa - Tagnocon - Bayabas - Bukal |

## Historia
El 18 de junio de 1966 para formar el nuevo municipio de Montevista fueron segregados de su término los barrios de San José y Bankerohán y parte de Linoán.:
Hasta 1988 Dávao de Oro formaba parte de la provincia de Dávao del Norte.